# Shark?
Shark? es una banda y cuarteto musical de rock formada en el 2009, en la ciudad de Brooklyn, Nueva York, Estados Unidos.

## Historia
El grupo es caracterizado por conservar los sonidos en la década de los 90 del indie rock, dando un toque al garage rock y al surf rock con influencias del hard rock y stoner rock, e incluso en el álbum "True Waste" pueden llegarse a oír sonidos hasta del hard rock y punk rock. 
El grupo a pesar de poca popularidad es considerado un grupo de culto y se ha llegado a presentar en festivales como SXSW.
Sus influencias del grupo son: Sonic Youth, Dinosaur Jr., Joy Division, John Lennon, The Vaselines, Pixies, entre otros y fuertemente influenciados por Black Flag.
Su mayor éxito es el sencillo "California Grrls" del álbum Savior logró un éxito obteniendo posiciones altas en la música independiente en el 2013, así mismo dándonle un lugar en el videojuego de Rockstar Games: Grand Theft Auto V, en la estación "Vinewood Boulevard Radio".
Su mayor álbum es el del 2013 titulado Savior por la compañía independiente Old Flame Records, donde Shark? es mayormente conocido por los sencillos "California Grrls", "Tesla", "This Is Living" y "Fingers".
Hasta el momento el grupo lleva 3 álbumes de estudio y 1 EP titulado "Becky and Debbie" que recientemente salió en abril del 2015.

## Integrantes

### Formación actual
- Kevin Diamond
- Andy Kinsey
- Andy Swerdlow
- Jared Hiller

## Discografía

### Álbumes de estudio
- 2010: "School Night" - Old Flame Records
- 2012: "True Waste" - Old Flame Records
- 2013: "Savior" - Old Flame Records

### EP
- 2015: "Becky and Debbie" - Old Flame Records

### Sencillos
- "California Grrls"
- "Tesla"
- "This is Living"
- "Fingers"
- "Down Low"
- "I've Got Friends"